# Аріадна
Аріа́дна (грец. Ἀριάδνη) — у грецькій міфології дочка критського царя Міноса й Пасіфаї, сестра Федри.
Коли Тесей вирішив вбити мінотавра, якому афіняни на вимогу батька Аріадни посилали щорічно ганебну данину з семи юнаків та семи дівчат, і таким чином позбавити вітчизну від чудовиська, він отримав від люблячої його Аріадни клубок ниток, що вивів його з лабіринту, де мешкав мінотавр (нитку навчив її застосовувати Дедал).
Зробивши геройський подвиг, Тесей втік з Аріадною на острів Наксос (Дія), де, за одним переказом, Аріадна була вбита стрілами Артеміди, навченої Діонісом, тому що одружилася з Тесєєм у священному гаю, за іншим — покинута Тесеєм і знайдена Діонісом, який на ній одружився.
За розповіддю Пеона Амафунтського, Тесей залишив її на Кіпрі, вона померла під час пологів, її могила була в гаю Аріадни-Афродіти. Відповідно до Стефана Візантійського, вона була на острові Донусія.
Весілля з Діонісом справлялася на горі Іді (або на Дії), Ори і Афродіта подарували їй вінець. Ставши дружиною Діоніса, вона народила Фоанта, Стафіла, Енопіона і Пепарефа. Як дружині Діоніса, Зевс дарував їй безсмертя.
Після її смерті Діоніс став безсмертним богом і помістив її вінець із золота та індійських каменів, подарунок Гефеста, потім Діоніса, серед сузір'їв — див Північна Корона (давня назва Вінець Аріадни). За версією, Діоніс залишив її, полюбивши індійську царівну.
За розповіддю Нонна Панополітанського, під час війни Персея з Діонісом Персей перетворив її на камінь, пізніше її труну було знайдено в Аргосі.
На острові Наксосі був культ Аріадни; в Афінах її шанували як дружину Діоніса. Міф про Аріадну використано в творах численних письменників, художників, композиторів давнини й сучасності.
«Ниткою Аріадни» називають спосіб, що допомагає розв'язати якесь важке питання, вийти зі скрутного становища. Звідси у переносному значенні — порятунок.